# Vladislavas Zybaila
Vladislavas Zybaila (* 17. Januar 1975 in Vilnius) ist ein ehemaliger litauischer Skilangläufer.

## Werdegang
Zybaila startete im Januar 1995 in Lahti erstmals im Weltcup und errang dabei den 94. Platz über 15 km Freistil. In der Saison 1996/97 belegte er bei der Winter-Universiade 1997 in Muju den 51. Platz über 30 km Freistil und den 35. Rang über 15 km klassisch. Seine beste Platzierung bei den nordischen Skiweltmeisterschaften 1997 in Trondheim war der 43. Platz über 50 km klassisch.  Bei den Olympischen Winterspielen 1998 in Nagano lief er jeweils auf den 51. Platz in der Verfolgung und 50 km Freistil und den 44. Rang über 10 km klassisch. In der Saison 1998/99 kam er bei der Winter-Universiade 1999 in Štrbské Pleso auf den 22. Platz in der Verfolgung und auf den 20. Rang über 10 km klassisch und bei den nordischen Skiweltmeisterschaften 1999 in Ramsau am Dachstein auf den 74. Platz über 10 km klassisch, auf den 63. Rang über 30 km Freistil und auf den 49. Platz über 50 km klassisch. Seine beste Platzierung bei den nordischen Skiweltmeisterschaften 2001 in Lahti war der 51. Platz über 50 km Freistil und bei den Olympischen Winterspielen 2002 in Salt Lake City der 50. Rang über 50 km klassisch. Bei den nordischen Skiweltmeisterschaften 2003 im Val di Fiemme belegte er den 59. Platz im Skiathlon, den 47. Rang im 30-km-Massenstartrennen und den 46. Platz über 15 km klassisch. Sein letztes Weltcuprennen absolvierte er im Dezember 2003 in Ramsau am Dachstein, welches er auf dem 75. Platz über 10 km Freistil beendete.

## Teilnahmen an Weltmeisterschaften und Olympischen Winterspielen

### Olympische Winterspiele
- 1998 Nagano: 44. Platz 10 km klassisch, 51. Platz 50 km Freistil, 51. Platz 15 km Verfolgung
- 2002 Salt Lake City: 50. Platz 50 km klassisch, 52. Platz 15 km klassisch, 53. Platz Sprint Freistil, 57. Platz 30 km Freistil Massenstart, 58. Platz 20 km Skiathlon

### Nordische Skiweltmeisterschaften
- 1997 Trondheim: 43. Platz 50 km klassisch, 71. Platz 15 km Verfolgung, 86. Platz 10 km klassisch
- 1999 Ramsau: 49. Platz 50 km klassisch, 63. Platz 30 km Freistil, 74. Platz 10 km klassisch, 77. Platz 30 km Freistil
- 2001 Lahti: 51. Platz 50 km Freistil, 55. Platz 30 km klassisch, 60. Platz 15 km klassisch, 70. Platz 20 km Skiathlon
- 2003 Val di Fiemme: 46. Platz 15 km klassisch, 47. Platz 30 km klassisch Massenstart, 59. Platz 20 km Skiathlon